# میدوی، پریش سنت مری، لوئیزیانا
میدوی (به انگلیسی: Midway) یک منطقهٔ مسکونی در ایالات متحده آمریکا است که در پریش سنت مری، لوئیزیانا واقع شده‌است. میدوی ۰٫۹۱ متر بالاتر از سطح دریا قرار دارد.